# Naturally
Naturally är en låt framförd av det amerikanska bandet Selena Gomez & the Scene från deras debutalbum, Kiss & Tell. Den är skriven av Antonina Armato, Tim James och Devrim Karaoglu. Sången släpptes officiellt i amerikansk mainstream radio den 19 januari 2010. Låten är en upp-tempo electropoplåt, där Selena sjunger om en kille som hon passar perfekt ihop med. Låten släpptes som singel i Sverige den 5 mars 2010.
Naturally är bandets högst placerade låt hittills, och har hamnat som högst i en kanadensisk singellista på en artonde plats. Låten har även kartlagts på topp trettio listor i både USA och Nya Zeeland. I Sverige debuterade låten som #56 på Sverigetopplistan.
Låten kommer även att inkluderas i bandets andra album, A Year Without Rain för vissa länder.

## Musikvideo
Musikvideon till Naturally spelades in den 14 november 2009, och hade premiär på Disney Channel den 11 december 2009. Musikvideons effekter är mer komplicerade än i bandets musikvideo, "Falling Down". Sångerskan Selena Gomez sa: "Videon är väldigt annorlunda från någon annan video som jag har gjort tidigare," och tillade, "den har häftigare kläder och en massa roliga färger."

## Låtlista
Naturally - Single
1. "Naturally" (Radio Edit) — 3:08
2. "Naturally" (Instrumental Version) - 3:24

Naturally Remixes - EP
1. "Naturally" (Radio Edit) — 3:08
2. "Naturally" (Dave Audé Club Remix) - 7:43
3. "Naturally" (Ralphi Rosario Extended Remix) — 9:07
4. "Naturally" (Disco Fries Extended Remix) — 5:26

Naturally - EP
1. "Naturally" (Radio Edit) — 3:08
2. "Kiss & Tell" - 3:17
3. "Naturally" (Ralphi Rosario Extended Remix) — 5:26

## Listplaceringar
| Lista (2010)                            | Topplacering |
| --------------------------------------- | ------------ |
| Australien (ARIA Charts)                | 46           |
| Belgien (Flanders)                      | 7            |
| Belgien (Wallonia)                      | 10           |
| Europa (European Hot 100)               | 19           |
| Irland (IRMA)                           | 7            |
| Kanada (Canadian Hot 100)               | 18           |
| Nya Zeeland (RIANZ)                     | 20           |
| Schweiz (Media Control Charts)          | 54           |
| Skottland (The Official Charts Company) | 5            |
| Slovakien (IFPI)                        | 2            |
| Spanien (PROMUSICAE)                    | 36           |
| Storbritannien (UK Singles Chart)       | 7            |
| Sverige (Sverigetopplistan)             | 56           |
| Tyskland (Media Control Charts)         | 14           |
| Ungern (Single Top 10)                  | 7            |
| USA (Billboard Hot 100)                 | 29           |
| USA (Billboard Hot Dance Club Songs)    | 1            |
| USA (Billboard Pop Songs)               | 12           |
| Österrike (Ö3 Austria Top 40)           | 37           |

## Utgivningshistorik
| Region         | Datum            | Format           |
| -------------- | ---------------- | ---------------- |
| USA            | 1 februari 2010  | Digital download |
| Australien     | 2 februari 2010  | Digital download |
| Belgien        | 26 februari 2010 | Digital download |
| Irland         | 8 april 2010     | Digital download |
| Storbritannien | 8 april 2010     | Digital download |
| Tyskland       | 9 april 2010     | Digital download |
| Sverige        | 5 mars 2010      | Digital download |